# Frank Caliendo

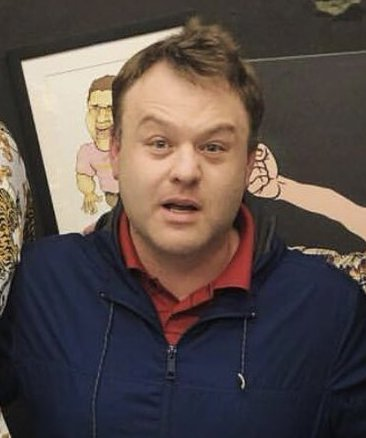
Frank Caliendo (2019)

Franklin Frank Caliendo, Jr. (* 19. Januar 1974 in Chicago, Illinois) ist ein US-amerikanischer Komiker und Schauspieler.

## Leben
Frank Caliendo wuchs in Waukesha, Wisconsin auf, wo er die Waukesha South High School besuchte. Er studierte an der University of Wisconsin–Milwaukee, wo er 1996 seinen Abschluss in Massenkommunikation, mit Schwerpunkt Fernsehjournalismus machte. Bereits während seines Studiums begann er nebenbei als MC und Komiker aufzutreten.
Sein Fernsehdebüt gab Caliendo im Jahr 2000, als er an der Seite von Jennifer Elise Cox und Nadya Ginsburg in der Sketcheshow Hype auftrat. Bereits nach einem Jahr wurde er als Ersatz von Will Sasso als festes Ensemblemitglied von der Comedyshow MADtv verpflichtet, wo er neben Michael McDonald und Ike Barinholtz regelmäßig als Imitator zum Einsatz von Berühmtheiten wie John Madden und George W. Bush.
Seitdem hat sich Caliendo hauptsächlich auf Stimmenimitationen konzentriert und sein Repertoire um Personen wie Jim Rome, Robert De Niro, Al Pacino, Bill Clinton, Andrew Rooney, Morgan Freeman und Robin Williams erweitert. Während des White House Correspondent's Dinner 2006 trat Caliendo auf und spielte den damaligen Präsidenten Bush mit einer, laut Washington Post, „urkomischen Leistung“.
Caliendo ist seit dem Jahr 2003 verheiratet und hat zwei Kinder.

## Filmografie (Auswahl)
- 2000: Hype
- 2001–2006: MADtv (Fernsehshow, 117 Folgen)
- 2007: The Comebacks
- 2011: Hot in Cleveland (Fernsehserie, eine Folge)
- 2011: Phineas und Ferb (Phineas and Ferb, Zeichentrickserie, eine Folge)
- 2014: Willkommen in Gravity Falls (Gravity Falls, Fernsehserie, eine Folge)

## Diskografie
- Make the Voices Stop (2002)
- Frank on the Radio (2003)
- Frank on the Radio 2, Volume 1 (2007)
- Frank on the Radio 2, Volume 2 (2007)
- All Over the Place (2008, US: Gold (Videoalbum))[4]
- National Lampoon Live: Unleashed (2009)